# Duszniki
Duszniki (in tedesco Duschnik) è un comune rurale polacco del distretto di Szamotuły, nel voivodato della Grande Polonia.
Ricopre una superficie di 156,28 km² e nel 2004 contava 8 116 abitanti.